# Скарлет Сейнт Клеър
Скарлет Сейнт Клеър (на английски: Scarlett St. Clair) е американска писателка на произведения в жанра фентъзи и паранормален любовен роман.

## Биография и творчество
Скарлет Сейнт Клеър е родена в Юфола, Оклахома, САЩ. Тя е гражданин на нацията мускоги. След прочитането на „Властелинът на пръстените“ се запалва по фентъзи жанра и мечтае да бъде писателка. През 2008 г. завършва средно образование в родния си град. През 2012 г. получава бакалавърска степен по английска филология, а през 2014 г. получава магистърска степен по библиотекознание и информационни изследвания от Университета на Оклахома.
Първият ѝ роман „Когато звездите изгреят“ е издаден през 2018 г. В историята му студентката Анора крие способността си да вижда мъртвите и да превръща духовете в златни монети, но когато друг придобие монетата, тя става оръжие на убийство, и Анора става мишена на таен орден искащ да има способностите ѝ за себе си.
През 2019 г. е издаден първият ѝ роман „Милувката на мрака“ от поредицата „Хадес и Персефона“. Младата богиня на пролетта Персефона прекарва детството си в опити да докаже, че е достойна за титлата си, но цветята увяхват от нейното докосване. Богът на мъртвите, Хадес, невъобразимо богат и могъщ, търси нови и нови забавления. В един момент двамата се срещат, и тя се оказва обвързана с договор, който я заставя да го последва в Подземния свят. А там ѝ се налага да прояви способностите си. Романът става бестселър в списъка на „Ю Ес Ей Тъдей“, издаден е в над 15 страни по света и я прави известна.
Скарлет Сейнт Клеър живее със семейството си в Оклахома.

## Произведения

### Самостоятелни романи
- When Stars Come Out (2018)[1][2][6]

### Поредица „Хадес и Персефона“ (Hades x Persephone)
1. A Touch of Darkness (2019)[1][2][3][6]
Милувката на мрака, изд.: „Сиела“, София (2022), прев. Десислава Сивилова
2. A Game of Fate (2020)
3. A Touch of Ruin (2020)
Милувката на разрухата, изд.: „Сиела“, София (2023), прев. Десислава Сивилова
4. A Game of Retribution (2022)
5. A Touch of Malice (2021)
6. A Game of Gods (2023)
7. A Touch of Chaos (2024)

### Поредица „Адриан и Изолда“ (Adrian X Isolde)
1. King of Battle And Blood (2021)[1][2][3]
2. Queen of Myth and Monsters (2022)

### Поредица „Преразказване на приказки“ (Fairy Tale Retelling)
1. Mountains Made of Glass (2023)[1][2]
2. Apples Dipped in Gold (2024)